# صالح العثيم
صالح بن محمد بن إبراهيم العثيم نائب رئيس الهيئة السعودية للبيانات والذكاء الاصطناعي بالمرتبة الممتازة عُين في المنصب بأمر ملكي في 23 أكتوبر 2019.

## الحياة العملية
- ماجستير إدارة أمن أنظمة الحاسب الآلي من بريطانيا 1428-1431 هـ.
- بكالوريوس علوم أمنية من كلية الملك فهد الأمنية 1408هـ.
- دورة مكافحة الإرهاب في الولايات المتحدة الأمريكية.
- دورة أمن الحدود في المملكة الأردنية الهاشمية.
- دورة في الاستراتيجيات المتقدمة للإدارة العليا في ماليزيا.
- دورة تدريب على جهاز كشف الكذب في كلية نايف للأمن الوطني.

الأنواط
- شهادة تقدير من خادم الحرمين الشريفين الملك عبد الله بن عبد العزيز لتميزه في عمله.
- وسام الملك فيصل بن عبد العزيز.
- نوط الأمن ثلاث مرات من صاحب السمو الملكي وزير الداخلية.
- ميدالية التقدير العسكري.

الخبرات العلمية
- مدير الإدارة العاملة للمعلومات برئاسة أمن الدولة 1435-1441 هـ.
- مدير إدارة الفضاء الإلكتروني 1431-1435هـ.
- مؤسس ومدير مركز تحليل وتوثيق المعلومات 1424 – 1428 هـ.
- دراسة ومعالجة قضايا الأمن الفكري 1411 – 1424 هـ.
- مساعد مدير إدارة الشؤون العسكرية في مطار الملك خالد الدولي 1409-1411 هـ .

اللجان والمؤتمرات
- عضو اللجنة الإعلامية التنفيذية للجنة العليا في الديوان الملكي .
- عضو لجنة التنسيق الإعلامي في الديوان الملكي .
- مؤتمر تقنية المعلومات في جمهورية الصين الشعبية .
- مؤتمر التقنيات المتقدمة في ألمانيا.